# Барановичский музей железнодорожной техники
Музей железной дороги в городе Барановичи — открыт 14 декабря 1984 года. В залах музея представлены исторические документы, фотоматериалы, макеты техники, картины, железнодорожная форма и другие экспонаты, отражающие работу и быт железнодорожников.
Отдел «Железнодорожная техника» Музея Истории Барановичского отделения Белорусской железной дороги был открыт 30 июля 1999 года.

## История возникновения музея
Барановичи своим рождением обязаны железной дороге, о чём свидетельствует изображение паровоза на гербе города. В ноябре 1871 года по маршруту Смоленск—Брест отправился первый товарно-пассажирский состав. Тогда же появилась железнодорожная станция с предприятиями, обслуживающими всю инфраструктуру железной дороги. Станция впоследствии дала жизнь целому городу, превратив его со временем в крупный промышленный и железнодорожный центр.
30 июля 1999 года в небольшой сосновой роще, в пяти минутах ходьбы от станции Барановичи-Полесские, был создан первый, и в тот момент единственный в Беларуси, музей железнодорожной техники. Музей был создан по инициативе бывшего начальника Барановичского отделения, а затем начальника Белорусской железной дороги Виктора Григорьевича Рахманько. Большую роль в претворении этой идеи в жизнь сыграл Илья Никонович Малюгин, который возглавлял Совет ветеранов отделения дороги. Он стал первым научным сотрудником музея и руководителем всех работ по его созданию.

## Экспозиция музея
На постаменте у входа в музей находится макет паровоза серии «В» в половину натурального размера, проехавшего 28 ноября 1871 года с первым поездом через Барановичи в Брест. С этого дня началась история Белорусской железной дороги и города Барановичи. Возле макета паровоза имеется схема музея. Все экспонаты снабжены табличками с краткой информацией. Они собраны благодаря кропотливому труду людей, создававших макеты и готовивших оригиналы к экспозиции. Некоторые экспонаты разыскивались не только по всей республике, но и далеко за пределами страны. Музей владеет коллекцией паровозов (ЭУ, ЭМ, ЭР, ТЭ, 9Пм, серии «В» и «Л») и тепловозов (ТЭЗ, М62, ТЭП60, ЧМЭ3, ТГК2 и ТГМ1). Здесь представлены пассажирские и грузовые вагоны разных поколений, вагонные тележки, макет поста дежурного по переезду и помещение дежурного станции, действующий семафор, путеремонтная техника, комплекс устройств для снабжения паровозов водой (гидроколонка, паровой котёл, паровой водяной насос), техника железнодорожных войск и даже зенитная пулемётная установка.
На территории музея поддерживается идеальный порядок, вся техника в прекрасном состоянии. Ведь сохраняется история не только железнодорожного транспорта, а целой эпохи. Музей со всех сторон открыт для обозрения: и для проезжающих мимо пассажирских поездов и электричек, и для автомобильного транспорта, движущегося по улице Фроленкова и путепроводу.
Стоимость входного билета в музей: для школьников и студентов – 5.00 белорусских рублей, для прочих – 7.00 белорусских рублей (. Экскурсии проводятся по предварительному согласованию с администрацией музея. Стоимость для школьников и студентов - 35.00 белорусских рублей, для прочих посетителей- 45.00 белорусских рублей (группа до 20 человек).